# تلمبة غلام حسين خان معصومي (فسارود)
تلمبة غلام حسین خان معصومي (بالإنجليزية: Tolombeh-ye Gholam Hoseyn Khan Masumi)‏ هي منطقة سكنية تقع في إيران في فارس.